# Ардануч
Ардануч (тур. Ardanuç, груз. არტანუჯი; арм. Արդանուջ)— город в турецкой провинции Артвин, в горной местности, на притоке реки Чорох. Население 5294 жителей (данные на 2000 год).

## Название
По мнению грузинских исследователей, в именах Ардануч, Артвин и Ардахан можно выделить хурритский корень ард-/арт-, означающий «город», который также присутствует в названии места Картли. Также существует теория, что корень арт- может быть именем божества или места поклонения. Согласно Г. Инчичяну, город была названа в честь жены некоего царя, которого звали Артаноич или Варданоич. А согласно Вахушти на грузинском языке название города переводится как «не тело [а] сокровище».

## История
Исторический область Кларджети, где сегодня расположен город Ардануч, был частью Иберийского царства, которое, согласно Страбону, ко II веку до н.э. было выведено из-под грузинского контроля и включено в состав одного из расширяющихся армянских царств. Согласно, Латаврина, город располагался в гаваре Кларджия наханга Гугарк Великой Армении. Однако нет никаких доказательств того, что армяне заняли Ардануч. Существует мнение, что брат Вардана Мамиконяна, после своего поражения в битве 451 года нашел убежище в одном из замков этого региона (возможно, в Ардануч. После нескольких безуспешных попыток своих предшественников царь Вахтанг I Горгасали (ок. 445–510) вернул всю Кларджетию в состав Грузии. В V в. здесь была построена крепость по приказу грузинского царя Вахтанга Горгасали. В VII веке город был разрушен арабами, в начале IX века Ашот I Куропалат возобновил и отстроил город в качестве столицы грузинского княжества Тао-Кларджети. Согласно грузинским источникам: 
«Ашот обнаружил в Кларджети в лесу скалу одну, где впервые Вахтанг Горгасал воздвиг крепость по имени Артануджи. Была она разорена Марван II ибн Мухаммадом Глухим из Багдада. Восстановил её Ашот и выстроил вновь крепость, а перед крепостью, у её подножия, построил город».
Артануджи находился на перекрестке важных торговых путей. Все это способствовало расцвету города. По мнению М. Лордкипанидзе и Д. Мусхелишвили, к середине X в. Артануджи превратился в один из самых значительных городов Грузии. Обстоятельное описание города в X веке оставил Константин Багрянородный в сочинении «Об управлении империей».
В конце XV века попал под влияние Османской империи, но крепость принадлежала атабегами Самцхе-Саатабаго. В 1551 году Ардануч был осаждён и отнят у атабегов Джакели войсками Сулеймана Великолепного. Население города подверглось исламизации. С XV века до 1920 года армянское население города значительно выросло, вероятно, заменив грузин, мигрировавших на север.
5 декабря 1877 года Ардануч был занят русскими войсками в ходе русско-турецкой войны 1877 года и вошел в состав Батумской область Российской империи. Согласно У. Э. Д. Аллен, в период с 1877 по 1917 год, население Артвина, Ардахана и Ардануча, где даже в средние века проживал значительны армянский торговый элемент, стало почти исключительно армянским.
С началом Первой мировой войны на Кавказском фронте, в 1914 году, Османская империя временно оккупирует Ардануч, Артвин и Борчху. Сразу после занятия региона турками, под руководством особой организации, под видом военных действий, началось массовое истребление армян в Артвине, Ардагане и Ардануче. «Число армян, убитых в районе Артвина и Ардануча оценивается в 7 тыс.». Многие руководители специальных подразделений, участвующих в организации массовых убийств армян, позже сыграли значительную роль в турецкой войне за независимость. Подобное по отношению к мирному христианскому (в основном армянскому) населению происходило и на всей территории, временно оккупированной турками

Вы должны это видеть…насколько жестокими были их действия. Будь они прокляты… Они не имеют никакого отношения ни к мусульманам, ни к христианам, ни к кому либо!

## Население
Согласно Р. Эдвардсу, армяне никогда не занимали регионы к западу от нижней части Арсианского хребта до османского периода. Именно тогда, по Эдвардсу, большое количество армян поселились в Ардануче и Артвине.
По данным «Кавказского календаря» на 1 905 год в Арндануче проживало 963 человека, в основном армян.
К 1915 году, по данным Кавказского календаря, в поселении насчитывалось 1 487 человек, также в основном проживали армяне.
Согласно грузинскому историку XIX века Д. Бакрадзе большинство армян-католиков арданучского участка являлись грузинского происхождения. Хотя родной язык их был армянским, их язык настолько был наполнен грузинскими словами, что армяне из других областей без знания грузинского языка не в состоянии были понять армяно-католика.

## Галерея

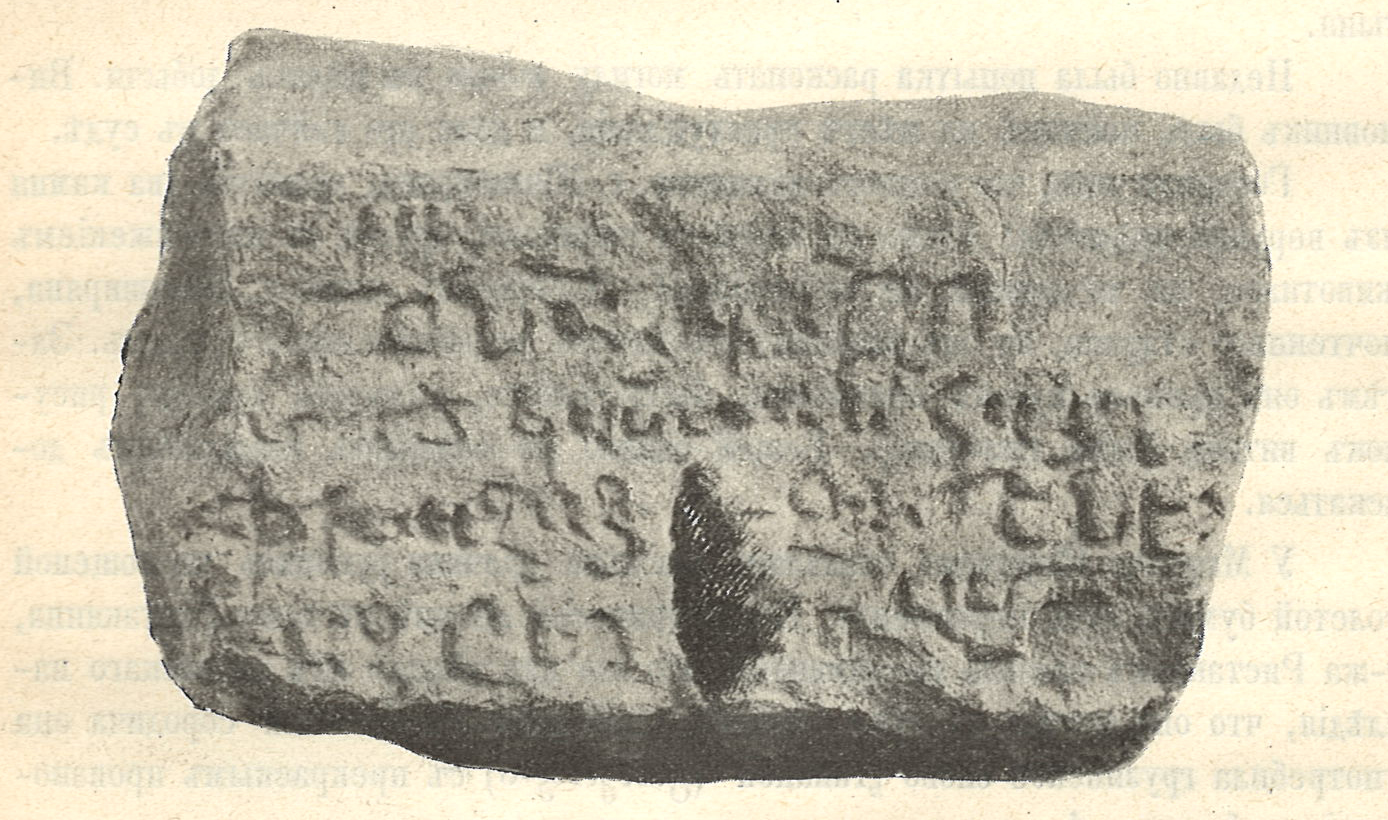
Средневековая армянская надпись из Ардануча, обнаруженная экспедицией Н.Я. Марра
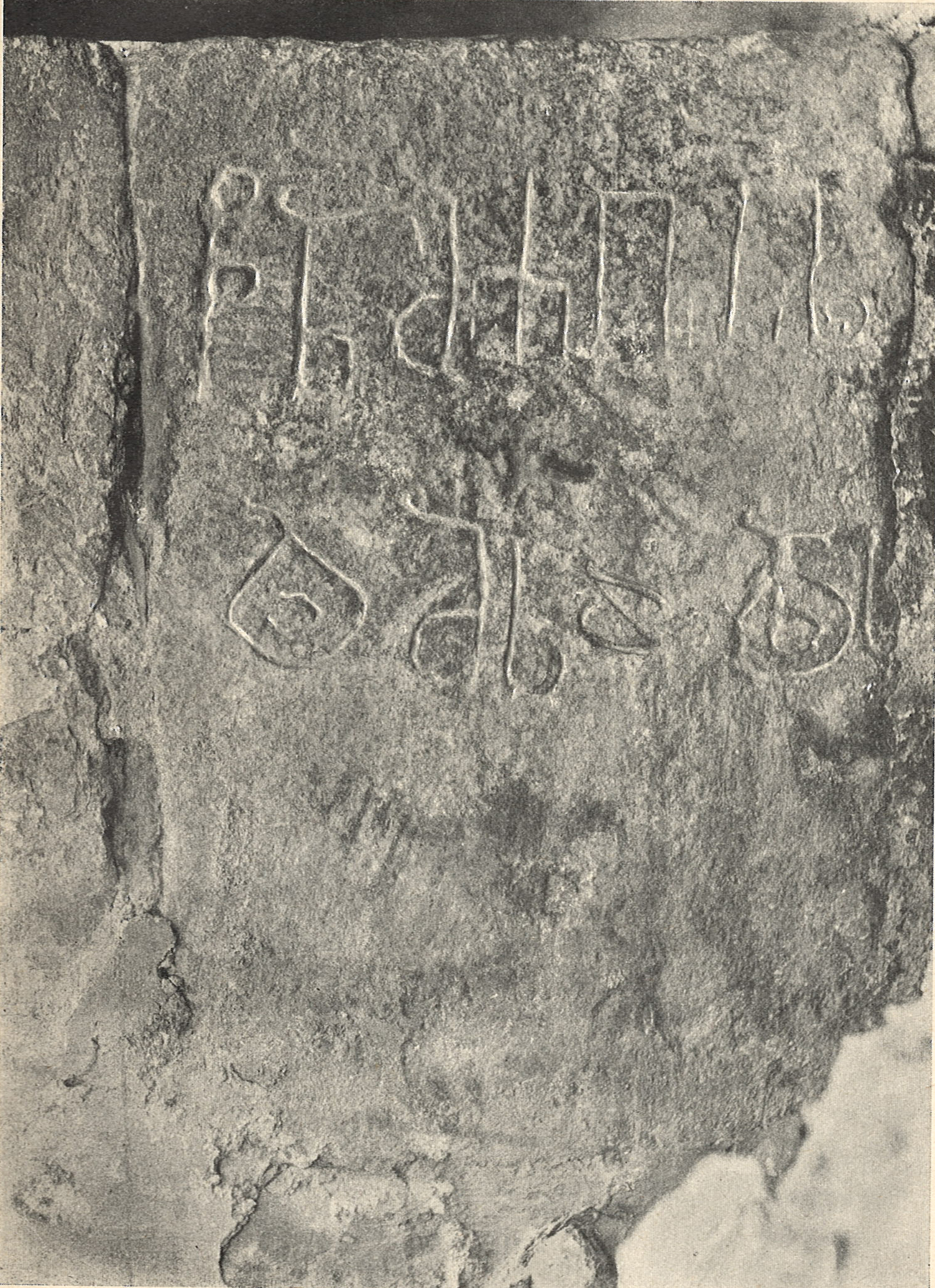
Фрагмент грузинской надписи обнаруженной Н.Марром в мечети Ардануча
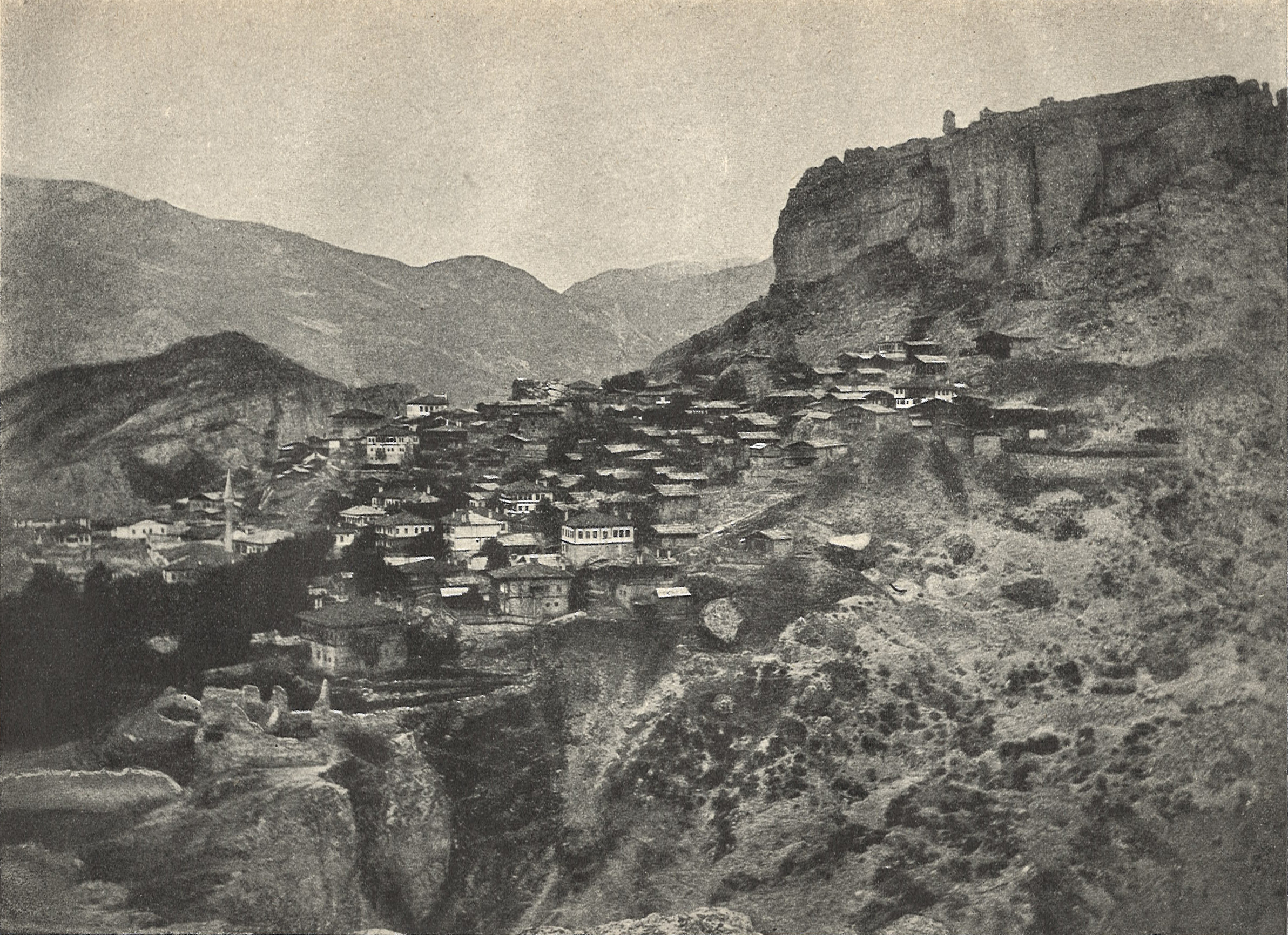
Артануджи, бывшая столица грузинских Багратидов